# Scar Symmetry
Scar Symmetry je švédská melodic deathmetalová skupina existující od roku 2004. Skupina hraje širokou paletu typické švédské deathmetalové hudby, která je míň originální, ale o to kvalitnější, když si zkušenosti členové přinesli z předešlých skupin. Více zdrojů je toho názoru, že největší vliv na tvorbu Scar Symmetry má skupina Soilwork. Výrazně se Soilwork podobají hlavně melodickou harmonií, strukturou skladby a střídavou technikou vokálů (death vokály versus čisté). Zpěvák Christian Älvestam v září 2008 skupinu opustil; působí v kapele Unmoored. 
K srpnu 2022 má kapela na svém kontě celkem šest studiových alb.

## Sestava

### Současná sestava
- Roberth Karlsson - growling
- Lars Palmqvist - melodické vokály
- Jonas Kjellgren - kytara
- Per Nilsson - kytara
- Kenneth Seil - basa
- Henrik Ohlsson - bicí

### Bývalí členové
- Christian Älvestam

## Diskografie
Dema
- Seeds of Rebellion (2004)

Studiová alba
- Symmetric in Design (2005)
- Pitch Black Progress (2006)
- Holographic Universe (2008)
- Dark Matter Dimensions (2009)
- The Unseen Empire (2011)
- The Singularity (Phase I: Neohumanity) (2014)

## Videoklipy
- Illusionist (2006)
- Morphogenesis (2008)